# 五井平和財団
公益財団法人五井平和財団（ごいへいわざいだん、英: The Goi Peace Foundation）は、宗教団体白光真宏会の開祖五井昌久（1916－1980）の平和思想を理念に設立された団体。五井昌久の養子で白光真宏会第二代会長の西園寺昌美が会長を務める。理事長は夫の西園寺裕夫、常務理事は娘で白光真宏会副会長の川村真妃（西園寺真妃）、海外担当は娘で白光真宏会会長代理の松浦由佳（西園寺由佳）。

## 経緯
五井平和財団は、白光真宏会の開祖五井昌久（1916－1980）の宗教的平和思想を理念に設立された。五井昌久の思想の要点は、「人間は本来『神の分霊であり、神の子である』が、この世界の業想念の波が烈しいために、その影響を受けて悪行為をしてしまうことになっている。しかし、人間には各人に『守護霊』および『守護神』がついており、守ってくれている、という。五井は『（想念）波動』の重要さを強調し、各人がより微妙な『霊波動』『光明波動』となることを目指す。人間は『守護霊、守護神』に常に守られていることを感謝しなければならない。人生において不幸や苦悩に見舞われることがあるが、それは過去世から現在に至るまでの業想念（誤てる想念）が『消えてゆく姿』である。現われれば必ず消えるものだから、不幸災難の中にあっても、それは『消えていく姿』として、 『世界平和の祈り』を日常生活の中で続けてゆくことを推奨している。 『世界平和の祈り』には絶大な力がある、とされる。想いにおいて、『自分を赦し、人を赦し』『責め裁かない』で、徹頭徹尾『世界平和の祈り』を行じることで、自他を浄め、自分を救い人類に平和世界を導き出すことになる」というものである。五井昌久は「想念波動」を重視し、人類の平和を願うという想念である「世界平和の祈り」を通して世界人類の平和を実現させることが出来ると考え、「世界人類が平和でありますように／日本が平和でありますように／私達の天命が完うされますように／守護霊様ありがとうございます／守護神様ありがとうございます」という「世界平和の祈り」という祈り言葉（となえ言葉）が世界平和運動で最も有効な方法だと説いた。（日本心霊科学協会の粕川章子が、五井昌久が提唱した「世界平和の祈り」の英訳を最初に行ったといわれる。）五井の「祈りによる世界平和運動」は、ひたすらに「世界平和の祈り」を唱えることで世界平和の実現を目指すという「祈り一念」というものであり、「世界平和の祈り」が世界中で唱えられるようになれば武装は不要になると考え、信者に世界平和は政治的行動ではなく霊的行動によって実現すると教えた。五井は、「世界平和の祈り」は白光真宏会専属の祈りではなく、誰でも、どこの教団の信者でも各々の祈りに加えることができると考え、世界平和の祈りの実践を推奨した。宗教学者の津城寛文は、五井の教えは彼自身も認めているように、大枠として生長の家の谷口雅春の教えに依拠しており、生長の家の「種々の祈りを『世界平和の祈り』に集約し、各種の精神統一法を自らの指導による単一形式の『統一』に集約した」もの、思想と実践の両面で単純化したものであると評している。五井は講話で、「一国一国や個々人、動植物の平和と天命を祈るのは面倒だからとりまとめて『世界人類が平和でありますように』と祈る」といった説明をしていた。
1970年に渡米し、「祈りによる世界平和運動」の海外普及への思いを強くした。1974年に教団の機関誌で、教団の名称を「世界平和祈りの会宗教法人白光真宏会」から「祈りによる世界平和運動宗教法人白光真宏会」と改めると告知。同年、養女の西園寺昌美が西園寺公望のひ孫にあたる西園寺裕夫と結婚。五井の晩年の昭和50年代（1970年代後半）は、「世界平和の祈り」による平和運動の外国語のパンフレットや、「世界平和の祈り」の言葉が書かれたポスター、リーフレット、世界平和祈願柱（ピースポール）が国内外に広められ、会員たちにより日本各地やアメリカでも「平和行進」が行われるなど、「祈りによる世界平和運動」が盛り上がっていた。
1980年に五井が死去し、西園寺昌美が跡を継ぎ、白光真宏会の代表となった。西園寺昌美は就任後、五井からの指示によるとして次々に実践を改革し、「世界平和の祈り」と「教義・人間と真実の生き方」の英訳や、「世界平和の祈り」の増補版的な世界各国ごとの平和を祈る祈りの制定などを行い、単純化を特徴とする五井の思想・実践は複雑化していった。1986年に西園寺一家は神事の一環として渡米し、特別な行事や世界各国の平和を祈る各地での「ピース・セレモニー」に出席する以外はアメリカで暮らすようになった。1987年に祈りによる世界平和運動推進本部の理事長に西園寺裕夫が就任。1988年にニューヨークに、代表・西園寺昌美、理事長・西園寺裕夫の非営利・非宗派の団体「祈りによる世界平和運動推進本部（The Society of Prayer for World Peace、1992年にワールド・ピース・プレヤー・ソサエティ（The World Peace Prayer Society）に改称、2019年にメイ・ピース・プリベイル・オン・アース・インターナショナル（May Peace Prevail On Earth International）に改称）の事務所を設立し、千葉県市川市にあった白光真宏会の祈りによる世界平和運動推進本部を移管した。続いてニューヨーク郊外に聖地を開設、11月には国連本部で「平和と環境のためのセレモニー」として「ピース・セレモニー」を開催した。イギリスのランカスター大学の宗教学教授イアン・リーダー（Ian Reader）によると、白光真宏会が「祈りによる世界平和運動」として知られる組織を動かしており、この組織が日本国外での白光真宏会の公的な顔となっている。祈りによる世界平和運動推進本部は、「世界人類が平和でありますように / May Peace Prevail on Earth」を人類共通のメッセージとして広める草の根の平和運動を世界的に展開し、1990年に国連広報局（DPI）のNGOに認定された。
五井平和財団の設立には、五井昌久の弟子で白光真宏会の第二代理事長であり、「世界人類が平和でありますように」と刻まれたピースポール（世界平和祈願柱）建立活動を白光真宏会の運動方針として提起したと言われる瀬木庸介（1930年 - 1999年）が大きく尽力した。1999年に、白光真宏会の第二代会長の西園寺昌美を会長に、平和の実現に向けた調査研究や広範な教育啓発事業を行うことを目的に、ワールド・ピース・プレヤー・ソサエティの姉妹団体五井平和財団を設立。五井平和財団は2000年に、人類の目指すべき平和理念・原則として、「地球を大きな一つの生命」ととらえ、各人が「地球生命共同体の一員としての自覚と責任」を持つこと、「全てと調和した生き方」を提唱する「生命憲章」を、団体の平和理念として打ち出した。2010年に日本で公益認定され公益法人となった。

## 活動概要
教育、科学、文化、芸術など、様々な分野で先進的な取り組みを行っている専門家を招き、より良い世界の創造や新しい生き方について考えるフォーラム、シンポジウム、講演会などを定期的に開催しているほか、文部科学省後援やユネスコの教育関連のイベントやフォーラム開催、平和教育をテーマとした国際作文コンテストの実施などに加え、文部科学省からの事業も受託している。
五井平和財団は政治的・宗教的に中立であると主張しており、政治活動・宗教活動は行わないとしている。自らの使命を人々の平和意識の啓発・教育活動等を通した平和文化の構築にあるとしており、様々な問題解決のためのフィールドワーク（現地での開発支援や救済活動等）や経済援助は行わない。

### 富士宣言
2015年に、西園寺昌美、西園寺裕夫、アーヴィン・ラズロが発起人となり、「神聖なる精神の復活とすべての生命が一つにつながる文明」の実現に向け、豊かで調和した世界を協力して築くためのネットワーク「富士宣言」を発足した。白光真宏会は「富士宣言」のパートナー組織であり、白光真宏会の本部がある「富士聖地」で、富士宣言の発足を祝う祝賀行事が行われた。

## 国連資格
- 国際連合経済社会理事会（ECOSOC）特殊協議資格を有するNGO
- ユネスコ（国際連合教育科学文化機関）との公式関係を有する財団

## 主な出版物、レポート
- 書籍 五井平和財団 編集『私を変えた体験』フェリシモ出版、2012年2月10日、ISBN 978-4-89432-627-9
- 書籍 五井平和財団 編集『これから資本主義はどう変わるのか―17人の賢人が語る新たな文明のビジョン』英治出版、2010年1月25日、ISBN 978-4-86276-076-0
- DVD 「講演会シリーズ：21世紀の価値観」[34]
- DVD 五井平和財団フォーラム[35]
- DVD 「平和の文化」創造のための2000年祭[36]
- 機関誌『平和の創造』[37]

## ピースポール建立活動を推進する姉妹団体
1988年に、白光真宏会第二代会長西園寺昌美を代表にアメリカのニューヨークに非営利法人「祈りによる世界平和運動推進本部（The Society of Prayer for World Peace、ワールド・ピース・プレヤー・ソサエティ（The World Peace Prayer Society）、現メイ・ピース・プリベイル・オン・アース・インターナショナル（May Peace Prevail On Earth International））を設立、平和ポスター（ピースステッカー）の貼付活動や世界平和祈願柱（ピースポール）の建立活動といった白光真宏会の「祈りによる世界平和運動」推進本部が移管された。1999年には五井平和財団内に、ワールド・ピース・プレヤー・ソサエティ日本オフィスが開設され、日本では1999年から五井平和財団がワールド・ピース・プレヤー・ソサエティの活動を推進している。
各所に建てられている「世界人類が平和でありますように / May Peace Prevail on Earth」と書かれた標柱ピースポールは、1975年に白光真宏会が建立を始めた。1975年に日本赤軍がマレーシアでテロ事件（クアラルンプール事件）を起こすなど世界での日本人への信用が低下した情勢を受け、「世界平和の祈り」の印刷物をいたるところに掲示し、日本から平和のメッセージを発信することで、宗教の次元から、日本・日本人は世界平和を心から願っている国・国民なのだと世界に示し、日本や日本人の信用低下を回復しようという五井昌久の教団機関誌での言葉を受けたものである。1976年に瀬木庸介が教団機関誌で、世界平和祈願柱の建設や世界平和祈願ポスター・シールの貼附を白光真宏会の運動方針として提起したと言われる。白光真宏会の本部がある「富士聖地」には、「アフガニスタンが平和でありますように」「アルバニアが平和でありますように」等と各国の平和を祈る祈り言葉が書かれたピースポールがずらりと建てられている。
ワールド・ピース・プレヤー・ソサエティによると、同会が推進する活動によって世界中に20万本以上建立された。五井平和財団は、国際機関や各国の要人にピースポールを贈っている。
メイ・ピース・プリベイル・オン・アース・インターナショナルは、ピースポールは宗教ではないと主張している。ピースポールを建てる活動に対しては、新宗教による信仰活動の一環であるという他宗教の見解もある。